# Nous sommes nos montagnes
Nous sommes nos montagnes (en arménien : Մենք ենք մեր սարերը; azéri : Biz və bizim dağlar) est une sculpture monumentale située à Khankendi, Azerbaïdjan, l'ancienne capitale du Haut-Karabagh, sur la route d'Askeran ; ce monument est devenu le symbole de cette république auto-proclamée, ainsi que de l'union de ses habitants avec leurs montagnes.

## Nom
Le nom de la statue en arménien est Մենք ենք մեր սարերը (Menk’ enk’ mer sarerě). Elle est également connue sous le nom de Տատիկ ու Պապիկ (Dadik u Papik) en arménien oriental et Մամիկ եւ Պապիկ (Mamig yev Babig) en arménien occidental, c'est-à-dire « Grand-Mère et Grand-Père ».

## Sculpture
L'œuvre est une sculpture monumentale en tuf rouge. Elle représente les bustes de deux paysans aux visages stylisés, un homme barbu et une femme, Papik et Dadik (« grand-père » et « grand-mère »), aux coiffes traditionnelles pouvant rappeler les deux sommets de l'Ararat. Ils matérialisent « l'indomptable esprit local ». La bouche de la femme est masquée par un foulard, selon la tradition locale et les deux bustes semblent appuyés l'un contre l'épaule de l'autre. Les visages sont posés directement sur le sol : la sculpture n'est pas dressée sur un piédestal. Réalisée en 1967, la sculpture est l'œuvre du sculpteur arménien Sarkis Baghdassarian. Elle est située sur une butte, à proximité de la route, à 1 km au nord-est de Khankendies représentants soviétiques de Bakou sont venus à Khakendi pour nl'inauguration, en 1968, ils demandèrent : « Ces personnages n'ont-ils pas de jambes ? » L'artiste a répondu : « Mais si, et, elles sont profondément enracinées dans leur terre ».

## Représentations
La sculpture Nous sommes nos montagnes est représentée sur les armoiries du Haut-Karabagh ainsi que sur l'ancienne drapeau de Khankendi (Stepanakert).
Lors de l'édition 2009 du concours de l'Eurovision, l'utilisation du monument pendant une séquence vidéo précédant une performance provoque un conflit diplomatique entre l'Arménie et l'Azerbaïdjan. La séquence vidéo d'introduction à la performance des chanteurs arméniens lors de la demi-finale représente plusieurs symboles de l'Arménie, dont la sculpture. Des représentants de l'Azerbaïdjan protestent de cette utilisation auprès de l'Union européenne de radio-télévision, le pays considérant le Haut-Karabagh comme une partie intégrante de son territoire. En réponse à cette plainte, l'image est supprimée de la vidéo lors de la finale. Cependant, l'Arménie réplique en incluant de nombreuses images de la sculpture dans la présentation de son vote.

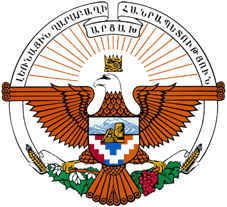
Armoiries du Haut-Karabagh : la sculpture est présente sur le blason.
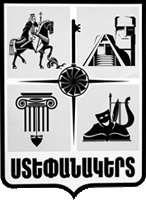
Armoiries de Stepanakert : la sculpture est représentée sur le quartier en haut à droite.